# Manon des sources
Manon des sources, Brasil: A Vingança de Manon , é um filme francês de 1986 dirigido por Claude Berri.
O filme faz parte da lista dos 1000 melhores filmes de todos os tempos do The New York Times.